# Chaetocnema bretinghami
Chaetocnema bretinghami (лат.) — вид жуков-листоедов (Chrysomelidae) рода Chaetocnema трибы земляные блошки из подсемейства козявок (Galerucinae). Юго-Восточная и Центральная Азия: Бутан, Вьетнам, Израиль, Индия, Непал, Пакистан, Таиланд, Шри-Ланка.

## Описание
Длина 2,20—2,45 мм, ширина 1,20—1,40 мм. Соотношение максимальной ширины обоих надкрылий к максимальной ширине пронотума 1,09—1,11. Переднеспинка и надкрылья коричневые с медным отблеском. Ноги в основном желтовато-коричневые. 1-11-й членики жгутика усика желтовато-коричневые. Голова гипогнатная (ротовые органы направлены вниз). От других видов рода (Chaetocnema birmanica и Chaetocnema concinnicollis) отличается вытянутой формой тела, пунктировкой надкрылий (точки в рядах) и строением гениталий самцов. Фронтолатеральная борозда отсутствует. Кормовые растения: манго Mangifera indica (Anacardiaceae).
Средние и задние голени с выемкой на наружной стороне перед вершиной. Лобные бугорки не развиты. Переднеспинка без базальной бороздки. Вид был впервые описан в 1877 году британским энтомологом Джозефом Бейли (Joseph Sugar Baly, 1816–1890) по материалам из высокогорной Индии. Валидный статус был подтверждён в 2011 году в ходе ревизии палеарктической фауны рода Chaetocnema, которую провели энтомологи Александр Константинов (Systematic Entomology Laboratory, USDA, c/o Smithsonian Institution, National Museum of Natural History, Вашингтон, США), Андрес Баселга (Andrés Baselga; Departamento de Zoología, Facultad de Biología, Universidad de Santiago de Compostela, Santiago de Compostela, Испания), Василий Гребенников (Ottawa Plant Laboratory, Canadian Food Inspection Agency, Оттава, Канада) с соавторами (Jens Prena, Steven W. Lingafelter).